# Bursera jerzyi
Bursera jerzyi är en tvåhjärtbladig växtart som beskrevs av Rosalinda Medina Lemos. Bursera jerzyi ingår i släktet Bursera och familjen Burseraceae. Inga underarter finns listade i Catalogue of Life.